# 屬下研究
屬下研究小組（英語：Subaltern Studies Group）或屬下研究集體（英語：Subaltern Studies Collective）是一群對後殖民主義和後帝國社會感興趣的南亞學者。 屬下研究一詞有時也更廣泛地應用於與他們有許多相同觀點的其他人，他們通常被認為是“後殖民研究的典範”，並且是該領域最有影響力的運動之一。 他們的反本質主義方法是一種自下而上的歷史，更多地關注社會基層群眾中發生的事情，而不是精英間發生的事情。